# IC 3564
IC 3564 — галактика типу GxyP (частина галактики) у сузір'ї Волосся Вероніки.
Цей об'єкт міститься в оригінальній редакції індексного каталогу.